# Del Tongo (equip ciclista)
L'equip Del Tongo va ser un equip ciclista italià de ciclisme en ruta que va competir de 1982 a 1991.

## Història
L'equip es fundà el 1982 degut a una divisió dins de l'estructura del GIS Gelati. Les seves victòries més importants van ser el Giro d'Itàlia de 1983, gràcies a Giuseppe Saronni, i el del 1991 guanyat per Franco Chioccioli.
El 1992 es va fusionar amb l'equip belga del Tonton Tapis-GB creant el nou GB-MG Boys Maglificio.

## Principals resultats
- Tirrena-Adriàtica: Giuseppe Saronni (1982)
- Volta a Llombardia: Giuseppe Saronni (1982), Gianbattista Baronchelli (1986)
- Volta a Suïssa: Giuseppe Saronni (1982)
- Milà-Sanremo: Giuseppe Saronni (1983)
- Volta a Andalusia: Rolf Gölz (1985)
- Giro de la Romanya: Lech Piasecki (1986)
- Giro de Toscana: Maurizio Fondriest (1989)
- París-Brussel·les: Franco Ballerini (1990)

### A les grans voltes
- Giro d'Itàlia
  - 10 participacions (1982, 1983, 1984, 1985, 1986, 1987, 1988, 1989, 1990, 1991)
  - 26 victòries d'etapa:
    - 3 el 1982: Giuseppe Saronni (3)
    - 3 el 1983: Giuseppe Saronni (3)
    - 1 el 1984: Sergio Santimaria
    - 4 el 1985: Giuseppe Saronni (2), Emanuele Bombini, Frank Hoste
    - 1 el 1986: Lech Piasecki
    - 2 el 1988: Franco Chioccioli, Lech Piasecki
    - 1 el 1989: Mario Cipollini
    - 4 el 1990: Luca Gelfi (2), Mario Cipollini (2)
    - 7 el 1991: Mario Cipollini (3), Franco Chioccioli (3), Franco Ballerini

  - 2 classificacions finals:
    - 1983: Giuseppe Saronni
    - 1991: Franco Chioccioli

  - 1 classificacions secundàries:
    - Classificació per punts: Giuseppe Saronni (1983)

- Tour de França
  - 1 participacions (1987)
  - 0 victòries d'etapa:

- Volta a Espanya
  - 2 participacions (1983, 1984)
  - 4 victòries d'etapa:
    - 2 el 1983: Giuseppe Saronni (2)
    - 2 el 1984: Guido van Calster (2)

  - 1 classificacions secundàries:
    - Classificació per punts: Guido van Calster (1984)